# خوسيه فيلاسكويز
خوسيه فيلاسكويز (بالإسبانية: José Velásquez Castillo)‏ (مواليد 4 يونيو 1952) هو لاعب كرة قدم. يلعب مع منتخب بيرو لكرة القدم. سبق له أن لعب في كأس العالم لكرة القدم مع منتخب بلاده.

## روابط خارجية
- خوسيه فيلاسكويز على موقع الاتحاد الدولي (مؤرشف)  (الإنجليزية)
- خوسيه فيلاسكويز على موقع قاعدة بيانات كرة القدم.إي يو (الإنجليزية)
- خوسيه فيلاسكويز على موقع قاعدة بيانات كرة القدم.إي يو (الإنجليزية)
- خوسيه فيلاسكويز على موقع قاعدة بيانات كرة القدم.إي يو (الإنجليزية)
- خوسيه فيلاسكويز على موقع ناشيونال فوتبول تيمز (الإنجليزية)
- خوسيه فيلاسكويز على موقع عالم كرة القدم.نت (الإنجليزية)